# بييت فرانسين
بييت فرانسين (بالهولندية: Piet Fransen)‏ هو لاعب كرة قدم هولندي في مركز الوسط، ولد في 5 يوليو 1936 في خرونينغن في هولندا، وتوفي بنفس المكان في 2 أغسطس 2015. شارك مع منتخب هولندا لكرة القدم. أما مع النوادي، فقد لعب مع فاينورد ونادي غرونينغن.

## وصلات خارجية
- پيت فرانسين على موقع قاعدة بيانات كرة القدم.إي يو (الإنجليزية)
- پيت فرانسين على موقع ناشيونال فوتبول تيمز (الإنجليزية)
- پيت فرانسين على موقع عالم كرة القدم.نت (الإنجليزية)